# Gemini 1
Die Gemini-Titan-Mission 1 (GT-1) war ein unbemannter Start des ersten produzierten Gemini-Raumschiffs mit einer Titan-Trägerrakete am 8. April 1964 um 11:00 Uhr EST von Cape Canaveral.
Das Missionsziel war die strukturelle Erprobung des Gemini-Raumschiffs in einem zu erreichenden Erdorbit. Dabei wurde das Raumschiff nicht von der zweiten Stufe der Titan-Rakete abgetrennt. Beide erreichten als eine Einheit nach sechs Minuten den vorausberechneten Orbit. Nur die ersten drei Erdumrundungen waren Missionsbestandteil und nach vier Stunden und fünfzig Minuten beim Überflug von Cape Canaveral erreicht. Dessen ungeachtet verfolgte das Goddard Space Flight Center alle 64 Orbits, bis das Raumschiff über dem Südatlantik am 12. April in der Erdatmosphäre verglühte.
Der Flug zeigte, dass das Raumschiff für einen Weltraumflug geeignet war und alle Systeme zur Zufriedenheit funktionierten.